# Wereldkampioenschap superbike van Hockenheim 1997
Het wereldkampioenschap superbike van Hockenheim 1997 was de vierde ronde van het wereldkampioenschap superbike en de derde ronde van de wereldserie Supersport 1997. De races werden verreden op 8 juni 1997 op de Hockenheimring Baden-Württemberg nabij Hockenheim, Duitsland.

## Superbike
Coureurs die deelnamen aan het Europees kampioenschap superbike en coureurs die deelnamen met motorfietsen die aan andere technische reglementen voldeden, kwamen niet in aanmerking om punten te scoren in het wereldkampioenschap.

### Race 1
| Pos | Nr | Rijder               | Constructeur | Rondes | Tijd                | Grid | Punten |
| --- | -- | -------------------- | ------------ | ------ | ------------------- | ---- | ------ |
| 1   | 2  | Aaron Slight         | Honda        | 14     | 28:54.050           | 4    | 25     |
| 2   | 3  | John Kocinski        | Honda        | 14     | +0.035              | 3    | 20     |
| 3   | 22 | Scott Russell        | Yamaha       | 14     | +6.401              | 9    | 16     |
| 4   | 4  | Carl Fogarty         | Ducati       | 14     | +6.401              | 5    | 13     |
| 5   | 7  | Pierfrancesco Chili  | Ducati       | 14     | +6.633              | 7    | 11     |
| 6   | 9  | Neil Hodgson         | Ducati       | 14     | +6.837              | 8    | 10     |
| 7   | 45 | Colin Edwards        | Yamaha       | 14     | +9.333              | 6    | 9      |
| 8   | 8  | Akira Yanagawa       | Kawasaki     | 14     | +18.110             | 2    | 8      |
| 9   | 11 | Mike Hale            | Suzuki       | 14     | +18.268             | 13   | 7      |
| 10  | 13 | Andreas Meklau       | Ducati       | 14     | +25.117             | 10   | 6      |
| 11  | 15 | Piergiorgio Bontempi | Kawasaki     | 14     | +25.373             | 14   | 5      |
| 12  | 25 | Christer Lindholm    | Yamaha       | 14     | +38.347             | 15   | 4      |
| 13  | 21 | Jochen Schmid        | Kawasaki     | 14     | +38.391             | 12   | 3      |
| 14  | 12 | James Whitham        | Suzuki       | 14     | +1:05.786           | 11   | 2      |
| 15  | 51 | Udo Mark             | Suzuki       | 14     | +1:08.759           | 18   |        |
| 16  | 31 | Igor Jerman          | Kawasaki     | 14     | +1:13.902           | 16   | 1      |
| 17  | 10 | Christian Lavieille  | Honda        | 14     | +1:38.748           | 21   |        |
| 18  | 59 | Anton Gruschka       | Yamaha       | 14     | +1:45.454           | 22   |        |
| 19  | 69 | Michal Bursa         | Kawasaki     | 14     | +1:50.390           | 25   |        |
| 20  | 60 | Gerhard Esterer      | Kawasaki     | 14     | +2:06.587           | 26   |        |
| 21  | 63 | Giorgio Cantalupo    | Ducati       | 14     | +2:13.299           | 27   |        |
| 22  | 62 | Vittorio Scatola     | Kawasaki     | 13     | +1 ronde            | 29   |        |
| 23  | 58 | Harry Fath           | Ducati       | 13     | +1 ronde            | 28   |        |
| 24  | 71 | Ondřej Lelek         | Honda        | 13     | +1 ronde            | 31   |        |
| NC  | 17 | Pere Riba            | Honda        | 10     | +4 ronden           | 19   |        |
| DNF | 32 | Andrea Mazzali       | Ducati       | 11     | Uitgevallen         | 23   |        |
| DNF | 6  | Simon Crafar         | Kawasaki     | 6      | Uitgevallen         | 1    |        |
| DNF | 56 | Lothar Kraus         | Kawasaki     | 0      | Uitgevallen         | 30   |        |
| DNS | 35 | Gregorio Lavilla     | Ducati       | 0      | Niet gestart        | 17   |        |
| DNS | 14 | James Haydon         | Ducati       | 0      | Niet gestart        | 20   |        |
| DNS | 52 | Michael Rudroff      | Suzuki       | 0      | Niet gestart        | 24   |        |
| DNS | 56 | Lothar Kraus         | Kawasaki     | 0      | Niet gestart        | 30   |        |
| DNQ | 70 | Michael Tränklein    | Ducati       | 0      | Niet gekwalificeerd |      |        |
| DNQ | 66 | Stefan Ambord        | Kawasaki     | 0      | Niet gekwalificeerd |      |        |
| DNQ | 65 | Jiří Mrkývka         | Ducati       | 0      | Niet gekwalificeerd |      |        |
| DNQ | 72 | Paolo Malvini        | Ducati       | 0      | Niet gekwalificeerd |      |        |

### Race 2
| Pos | Nr | Rijder               | Constructeur | Rondes | Tijd                | Grid | Punten |
| --- | -- | -------------------- | ------------ | ------ | ------------------- | ---- | ------ |
| 1   | 4  | Carl Fogarty         | Ducati       | 14     | 28:57.410           | 5    | 25     |
| 2   | 8  | Akira Yanagawa       | Kawasaki     | 14     | +0.697              | 2    | 20     |
| 3   | 12 | James Whitham        | Suzuki       | 14     | +1.399              | 11   | 16     |
| 4   | 22 | Scott Russell        | Yamaha       | 14     | +3.891              | 9    | 13     |
| 5   | 45 | Colin Edwards        | Yamaha       | 14     | +4.167              | 6    | 11     |
| 6   | 6  | Simon Crafar         | Kawasaki     | 14     | +4.435              | 1    | 10     |
| 7   | 7  | Pierfrancesco Chili  | Ducati       | 14     | +7.885              | 7    | 9      |
| 8   | 9  | Neil Hodgson         | Ducati       | 14     | +10.885             | 8    | 8      |
| 9   | 21 | Jochen Schmid        | Kawasaki     | 14     | +11.630             | 12   | 7      |
| 10  | 13 | Andreas Meklau       | Ducati       | 14     | +17.440             | 10   | 6      |
| 11  | 15 | Piergiorgio Bontempi | Kawasaki     | 14     | +21.805             | 14   | 5      |
| 12  | 25 | Christer Lindholm    | Yamaha       | 14     | +30.035             | 15   | 4      |
| 13  | 35 | Gregorio Lavilla     | Ducati       | 14     | +33.512             | 17   | 3      |
| 14  | 3  | John Kocinski        | Honda        | 14     | +49.516             | 3    | 2      |
| 15  | 51 | Udo Mark             | Suzuki       | 14     | +49.720             | 18   |        |
| 16  | 31 | Igor Jerman          | Kawasaki     | 14     | +57.385             | 16   | 1      |
| 17  | 59 | Anton Gruschka       | Yamaha       | 14     | +1:26.061           | 22   |        |
| 18  | 69 | Michal Bursa         | Kawasaki     | 14     | +1:41.753           | 25   |        |
| 19  | 60 | Gerhard Esterer      | Kawasaki     | 14     | +1:47.078           | 26   |        |
| 20  | 63 | Giorgio Cantalupo    | Ducati       | 14     | +1:51.235           | 27   |        |
| 21  | 62 | Vittorio Scatola     | Kawasaki     | 13     | +1 ronde            | 29   |        |
| 22  | 17 | Pere Riba            | Honda        | 13     | +1 ronde            | 19   |        |
| 23  | 71 | Ondřej Lelek         | Honda        | 13     | +1 ronde            | 31   |        |
| DNF | 11 | Mike Hale            | Suzuki       | 13     | Uitgevallen         | 13   |        |
| DNF | 10 | Christian Lavieille  | Honda        | 12     | Uitgevallen         | 21   |        |
| DNF | 58 | Harry Fath           | Ducati       | 11     | Uitgevallen         | 28   |        |
| DNF | 2  | Aaron Slight         | Honda        | 10     | Uitgevallen         | 4    |        |
| DNF | 56 | Lothar Kraus         | Kawasaki     | 6      | Uitgevallen         | 30   |        |
| DNF | 32 | Andrea Mazzali       | Ducati       | 2      | Uitgevallen         | 23   |        |
| DNF | 14 | James Haydon         | Ducati       | 2      | Uitgevallen         | 20   |        |
| DNS | 52 | Michael Rudroff      | Suzuki       | 0      | Niet gestart        | 24   |        |
| DNQ | 70 | Michael Tränklein    | Ducati       | 0      | Niet gekwalificeerd |      |        |
| DNQ | 66 | Stefan Ambord        | Kawasaki     | 0      | Niet gekwalificeerd |      |        |
| DNQ | 65 | Jiří Mrkývka         | Ducati       | 0      | Niet gekwalificeerd |      |        |
| DNQ | 72 | Paolo Malvini        | Ducati       | 0      | Niet gekwalificeerd |      |        |

## Supersport
| Pos | Nr | Rijder               | Constructeur | Rondes | Tijd                | Grid | Punten |
| --- | -- | -------------------- | ------------ | ------ | ------------------- | ---- | ------ |
| 1   | 41 | Michaël Paquay       | Honda        | 14     | 30:44.108           | 6    | 25     |
| 2   | 26 | Paolo Casoli         | Ducati       | 14     | +0.097              | 1    | 20     |
| 3   | 24 | Stéphane Chambon     | Ducati       | 14     | +0.493              | 2    | 16     |
| 4   | 6  | Vittoriano Guareschi | Yamaha       | 14     | +0.702              | 3    | 13     |
| 5   | 34 | Yves Briguet         | Suzuki       | 14     | +0.836              | 5    | 11     |
| 6   | 8  | Roberto Panichi      | Bimota       | 14     | +3.447              | 8    | 10     |
| 7   | 30 | Wilco Zeelenberg     | Yamaha       | 14     | +10.301             | 13   | 9      |
| 8   | 5  | Serafino Foti        | Ducati       | 14     | +11.681             | 9    | 8      |
| 9   | 36 | Christophe Cogan     | Ducati       | 14     | +21.777             | 16   | 7      |
| 10  | 7  | Thomas Körner        | Ducati       | 14     | +21.884             | 14   | 6      |
| 11  | 1  | Fabrizio Pirovano    | Suzuki       | 14     | +22.118             | 4    | 5      |
| 12  | 37 | Bruno Cirafici       | Bimota       | 14     | +23.247             | 22   | 4      |
| 13  | 31 | Marco Risitano       | Kawasaki     | 14     | +34.893             | 28   | 3      |
| 14  | 32 | Marc Garcia          | Honda        | 14     | +35.152             | 31   | 2      |
| 15  | 10 | Wim Theunissen       | Kawasaki     | 14     | +35.157             | 32   | 1      |
| 16  | 17 | Stéphane Mertens     | Suzuki       | 14     | +35.668             | 19   |        |
| 17  | 14 | Fred Bayens          | Honda        | 14     | +35.794             | 17   |        |
| 18  | 9  | Rudi Markink         | Yamaha       | 14     | +39.639             | 33   |        |
| 19  | 27 | Rubén Xaus           | Honda        | 14     | +39.843             | 23   |        |
| 20  | 91 | Andreas Meklau       | Ducati       | 14     | +40.118             | 34   |        |
| 21  | 40 | Ralf Stelzer         | Honda        | 14     | +44.368             | 21   |        |
| 22  | 21 | Claus Ehrenberger    | Suzuki       | 14     | +45.097             | 20   |        |
| 23  | 4  | Camillio Mariottini  | Honda        | 14     | +46.823             | 29   |        |
| 24  | 44 | Wolfgang Bauer       | Suzuki       | 14     | +1:14.425           | 35   |        |
| 25  | 53 | Harry van Beek       | Honda        | 14     | +1:58.117           | 36   |        |
| DNF | 23 | Volker Bähr          | Kawasaki     | 8      | Uitgevallen         | 15   |        |
| DNF | 51 | Jean-Pierre Jeandat  | Ducati       | 8      | Uitgevallen         | 27   |        |
| DNF | 11 | Peter Koller         | Kawasaki     | 7      | Uitgevallen         | 30   |        |
| DNF | 90 | Bernhard Schick      | Ducati       | 6      | Uitgevallen         | 7    |        |
| DNF | 13 | Jeffry de Vries      | Yamaha       | 5      | Uitgevallen         | 11   |        |
| DNF | 28 | Jonnie Ekerold       | Suzuki       | 5      | Uitgevallen         | 37   |        |
| DNF | 60 | Eric Mahé            | Yamaha       | 2      | Uitgevallen         | 12   |        |
| DNF | 2  | Massimo Meregalli    | Yamaha       | 0      | Uitgevallen         | 10   |        |
| DNF | 42 | Jörg Teuchert        | Yamaha       | 0      | Uitgevallen         | 24   |        |
| DNF | 35 | Giovanni Bussei      | Suzuki       | 0      | Uitgevallen         | 26   |        |
| DNS | 38 | Mario Innamorati     | Ducati       | 0      | Niet gestart        | 18   |        |
| DNS | 3  | Mauro Lucchiari      | Ducati       | 0      | Niet gestart        | 25   |        |
| DNQ | 15 | Robert Ulm           | Honda        | 0      | Niet gekwalificeerd |      |        |
| DNQ | 43 | Peter Preussler      | Kawasaki     | 0      | Niet gekwalificeerd |      |        |
| DNQ | 21 | Francisco Riquelme   | Ducati       | 0      | Niet gekwalificeerd |      |        |
| DNQ | 16 | José María Martín    | Honda        | 0      | Niet gekwalificeerd |      |        |
| DNQ | 19 | Christian Zwedorn    | Honda        | 0      | Niet gekwalificeerd |      |        |
| DNQ | 33 | Pablo Antelo         | Honda        | 0      | Niet gekwalificeerd |      |        |

## Tussenstanden na wedstrijd

### Superbike
| Pos | Nr | Rijder        | Team     | Punten |
| --- | -- | ------------- | -------- | ------ |
| 1   | 4  | Carl Fogarty  | Ducati   | 148    |
| 2   | 2  | Aaron Slight  | Honda    | 124    |
| 3   | 3  | John Kocinski | Honda    | 118    |
| 4   | 6  | Simon Crafar  | Kawasaki | 91     |
| 5   | 45 | Colin Edwards | Yamaha   | 79     |

### Supersport
| Pos | Nr | Rijder            | Team   | Punten |
| --- | -- | ----------------- | ------ | ------ |
| 1   | 41 | Michaël Paquay    | Honda  | 49     |
| 2   | 26 | Paolo Casoli      | Ducati | 45     |
| 3   | 2  | Massimo Meregalli | Yamaha | 38     |
| 4   | 17 | Stéphane Mertens  | Suzuki | 36     |
| 5   | 7  | Thomas Körner     | Ducati | 26     |

1988 · 1989 · 1990 · 1991 · 1992 · 1993 · 1994 · 1995 · 1996 · 1997 · 1999 · 2000